# IOS 6
Az iOS 6 az Apple Inc. iOS operációs rendszerének hatodik tagja, amely 2012. szeptember 19-én jelent meg. Utolsó frissítése a 6.1.6 verzió volt. Elődje az iOS 5 (utolsó verzió: 5.1.1), utódja pedig az iOS 7, amely 2013. szeptember 18-án jelent meg. 

## Története
Az iOS 6 operációs rendszert 2012. június 11-én az Apple Worldwide Developers Conferenc (WWDC) keretében mutatták be, megjelenését 2012 őszére jelentették be. A korábban bevezetett új iOS rendszerekhez hasonlóan megjelenésével a régebbi eszközöket már nem támogatta, köztük a harmadik generációs iPod touch és az első generációs iPad eszközöket. Az iOS 6 által támogatott eszközök között volt az iPhone 3GS és későbbi iPhone készülékek, a negyedik generációs és későbbi iPod Touch és az iPad 2 és későbbi iPad készülékek, valamint az iPad mini. 
2012. szeptember 12-én más eszközökkel együtt az Apple három iOS terméket jelentett be: az iPhone 5 telefont, az ötödik generációs iPod touch készüléket és az iOS 6 operációs rendszert. Az iOS 6 megjelenését szeptember 19-re hirdették meg ezen a rendezvényen.
Az iPhone 5 telefonok iOS 6 operációs rendszerrel érkeztek, más készülékekre az iTunesról kellett letölteni. Ehhez az iTunes 10.7 verziója volt szükséges, amely szeptember 12-től működött.
Az iOS 6 az Apple eddigi leggyorsabb fejlesztése a béta verziótól a késztermékig az Apple operációs rendszerek között.

## iOS 6-ot használó eszközök
| iPhone                                         | iPod touch                                                        | iPad |
| - iPhone 3GS - iPhone 4 - iPhone 4s - iPhone 5 | - iPod touch (negyedik generáció) - iPod touch (ötödik generáció) | - iPad (második generáció) - iPad (harmadik generáció) - iPad (negyedik generáció) - iPad mini (első generáció) |

## iOS 6 verziók
- 6.0 (2012. szeptember 19.)
- 6.0.1 (2012. november 1.)
- 6.0.2 (2012. december 18.)
- 6.1 (2013. január 28.)
- 6.1.1 (2013. február 6.)
- 6.1.2 (2013. február 19.)
- 6.1.3 (2013. március 19.)
- 6.1.4 (2013. május 2.)
- 6.1.5 (2013. november 14.)
- 6.1.6 (2014. február 21.)

## iOS 6 verziók azApple TV-n (2. gen)
- 5.1 (iOS 6.0, 2012. szeptember 24.)
- 5.1.1 (iOS 6.0.1, 2012. november 29.)
- 5.2.1 (iOS 6.1.3, 2013. március 19.)
- 5.3 (iOS 6.1.6, 2013. június 19.)